# Пищальникова, Дарья Витальевна
Да́рья Вита́льевна Пища́льникова (19 июля 1985, Астрахань) — российская метательница диска. Первая в истории независимой России чемпионка Европы (2006) в метании диска, чемпионка России (2006, 2011). Заслуженный мастер спорта России.

## Семья
Родилась в спортивной семье. Первоначально занималась гандболом, потом перешла в лёгкую атлетику. Тренируется под руководством своих родителей — Татьяны и Виталия Пищальниковых. Старший брат — Богдан Пищальников — многократный чемпион России в метании диска, младший — Кирилл Пищальников — баскетболист и выступает в студенческой баскетбольной лиге NCAA.

## Основные результаты
| Год  | Турнир                          | Место проведения       | Место    | Результат |
| ---- | ------------------------------- | ---------------------- | -------- | --------- |
| 2001 | Чемпионат мира среди юношей     | Дебрецен, Венгрия      | 2-е      | 49.37 м   |
| 2002 | Чемпионат мира среди юниоров    | Кингстон, Ямайка       | 8        | 51.98 м   |
| 2003 | Чемпионат Европы среди юниоров  | Тампере, Финляндия     | 3-е      | 52.39 м   |
| 2004 | Чемпионат мира среди юниоров    | Гроссето, Италия       | 2-е      | 57.37 м   |
| 2005 | Чемпионат Европы среди молодёжи | Эрфурт, Германия       | 2-е      | 59.45 м   |
| 2006 | Чемпионат Европы                | Гётеборг, Швеция       | 1-е      | 65.55 м   |
| 2007 | Чемпионат мира                  | Осака, Япония          | 2-е (DQ) | 65.78 м   |
| 2011 | Чемпионат России                | Чебоксары, Россия      | 1-е      | 62.09 м   |
| 2011 | Чемпионат мира                  | Тэгу, Южная Корея      | 11-е     | 58.10 м   |
| 2012 | Олимпийские игры                | Лондон, Великобритания | 2-е (DQ) | 67.56 м   |

DQ-дисквалифицирована, результат аннулирован.

## Дисквалификация
31 июля 2008 года, почти за неделю до открытия Олимпийских игр, Международная Ассоциация Легкоатлетических Федераций (ИААФ) отстранила от участия на Олимпиаде и во всех других спортивных соревнованиях пять российских легкоатлеток — членов Олимпийской сборной России, в том числе и Дарью Пищальникову. Указанная причина — несовпадение ДНК спортсменок в анализах допинг-проб 2007 года.
Решением Всероссийской федерации лёгкой атлетики (ВФЛА) Пищальникова была дисквалифицирована на 2 года с момента взятия пробы, которая считается подмененной. ИААФ обжаловала это решение в спортивном арбитражном суде в Лозанне, требуя дисквалификации на четыре года и начала отсчета с момента принятия решения, то есть с 31 июля 2008 года.
По словам заместителя руководителя правового обеспечения Олимпийского комитета России Виктора Березова
, ВФЛА настаивает на начале отсчета дисквалификации для Пищальниковой с сентября 2007 года, так как анализ на ДНК проводился в августе 2007 года, но швейцарская антидопинговая лаборатория, проводившая анализ, предоставила информацию в ИААФ только в июне 2008 года. Таким образом задержка в 10 месяцев произошла не по вине спортсменки.
10 апреля 2009 года закончился срок дисквалификации, наложенной ВФЛА, но поскольку на тот момент дело ещё не было рассмотрено арбитражным судом, Пищальникова не могла сразу приступить к процедуре выхода из дисквалификации
. Спортивный арбитраж удовлетворил жалобу международной ассоциации, которая была недовольна слишком мягким приговором ВФЛА. Суд постановил, что срок дисквалификации должен был начать свой отсчет с 3 сентября 2008 года — с момента отстранения от соревнований. Результаты, показанные в период с 10 апреля 2007 года, также были дисквалифицированы. Завершилась дисквалификация 30 апреля 2011 года. Общий её срок составил два года и девять месяцев.

## Возвращение в спорт после дисквалификации
Первым стартом после дисквалификации стал чемпионат Ставропольского края, который спортсменка выиграла с результатом 62,90 м.

## Вторая дисквалификация
30 апреля 2013 года стало известно что Антидопинговая комиссия ВФЛА дисквалифицировала Пищальникову на десять лет, в период с 2 ноября 2012 по 1 ноября 2022 года за использование запрещенной субстанции (оксандролона). Все результаты достигнутые спортсменкой начиная с 20 мая 2012 года по 2 ноября 2012 года считаются недействительными включая Олимпийские игры 2012. The New York Times писала, что якобы в декабре 2012 года Дарья Пищальникова писала письма WADA с признанием в употреблении допинга по указке российских властей и антидопинговых служб и просила начать расследование. Однако, WADA направило письма Пищальниковой российским официальным лицам, против которых она и собиралась свидетельствовать.

## Награды
- Медаль ордена «За заслуги перед Отечеством» I степени (13 августа 2012 года) — за большой вклад в развитие физической культуры и спорта, высокие спортивные достижения на Играх XXX Олимпиады 2012 года в городе Лондоне (Великобритания)[12].